# Edmond Mondésir
Pour les articles homonymes, voir Mondésir.
 (mars 2018).
Si vous disposez d'ouvrages ou d'articles de référence ou si vous connaissez des sites web de qualité traitant du thème abordé ici, merci de compléter l'article en donnant les références utiles à sa vérifiabilité et en les liant à la section « Notes et références ».
Edmond Mondésir, né à Fort-de-France, le 6 janvier 1948, est un professeur de philosophie et homme politique martiniquais (conseiller régional et président de la commission culture de 2004 à 2010), écrivain, auteur-compositeur et chanteur de bèlè (musique traditionnelle de la Martinique).
Il est un pilier de la musique bèlè en Martinique, à la fois défenseur de l’authenticité de cette musique et acteur de sa modernisation dans le respect de l’intégrité de l’esprit bèlè. Plus qu’un artiste, il est un militant culturel de la première heure qui se bat depuis les années 1970 pour que les Martiniquais soient fiers de leur identité culturelle et qu’ils se la réapproprient. Il est, depuis toujours, convaincu que sa culture, aussi particulière soit-elle, est un langage vers l’universel, une manière d’exister au monde.

## Biographie
En 1972, après avoir achevé ses études de philosophie en France, il revient dans sa terre natale la Martinique, avec la conviction qu’il existe une richesse dans les musiques traditionnelles de son île à approfondir. Il participe alors à divers groupes traditionnels et mène une enquête dans les campagnes du nord de la Martinique à la recherche de l'expression authentique du bèlè.
Ce parcours initiatique réalisé, il crée avec Léon Bertide le groupe Bèlènou en 1980 et enregistre son premier album de bèlè, à dominante traditionnelle, avec ses propres compositions. En 1983, c'est la sortie du deuxième album, consacré au bèlè instrumental moderne. Entre 1980 et 2002, Edmond Mondésir réalise neuf productions oscillant entre bèlè traditionnel et bèlè moderne, entre bèlè « chanté » et bèlè instrumental.
Edmond Mondésir s’est produit (notamment avec son groupe Bèlènou) sur les plus prestigieuses scènes de la Martinique. La notoriété de l’artiste s’étend jusque dans les Caraibes et en Amérique latine (le festival de Cuba où il s’est produit lui a d'ailleurs inspiré la chanson « Santiago »).
En 2003, l’artiste reçoit un Prix de la Sacem de la Martinique en hommage à l’ensemble de son œuvre.
En 2006 l'album Emosion Bèlè - Les chants du père, la musique du fils est réalisé et arrangé par son fils, Manuel Mondésir. C'est le symbole du trait d’union entre les générations, un voyage dépaysant et reposant dans une musique « racine » aux multiples facettes. Le concept est de reprendre les chants bèlè traditionnel de Edmond Mondésir et d'en faire des arrangements en bèlè moderne par Manuel Mondésir. L'album se découpe en deux parties : la première partie les chants en version bèlè moderne et la seconde reprend les chants en version originale traditionnelle (chant et chœur, tambour et ti bwa).
En 2008, dans la continuité du concept d'Emosion Bèlè, sort le nouvel album Emosion Bèlè 2 - Hommage à Ti-Emile d’Edmond et Manuel Mondésir. Pour cette seconde collaboration entre le père et le fils, ils ont rendu hommage à Ti-Émile (1925-1992) une des références majeures du bèlè. Les chants de Ti-Émile sont en effet des standards du répertoire traditionnel du bèlè et à l'occasion de cet album, Edmond et Manuel Mondésir ont fait tout un travail d'arrangement en bèlè moderne de ceux-ci.
En 2009, lors des mouvements de grève de février, les manifestants défileront en reprenant les chants d'Edmond Mondésir dont notamment le Sé pou la viktwa nou ka alé. Pour rendre hommage à cette mobilisation historique du peuple martiniquais, il sort un cd single de 5 titres reprenant ses chants du mouvement de février 2009 qui sera distribué de façon militante.
Il sort aussi en 2009 Nou Pa Pè, une compilation de ses chansons les plus demandées en swaré bèlè.
2011 marque la réédition nationale de l’album « Emosion Bèlè », [album remastérisé et crédité de 5 titres inédits, pour la première fois disponible en France], ainsi que la tournée européenne de l’artiste.
Le 24 mars 2011, Edmond Mondésir reçoit le "Prix France Musique des Musiques du monde 2011" lors de la cérémonie d’ouverture du forum Babel Med à Marseille. Cette distinction permet au lauréat, issu d’une tradition populaire, forte d’enregistrer un album produit par les éditions Ocora.

## Discographie

### Albums avec Bélénou
- 1980 : Bèlènou (Lanné Tala)
- 1983 : Bèlènou (Chimen Tala)
- 1987 : Syèl Kléré
- 1990 : Emosyon Tambou-a
- 1992 : An ti van frémi
- 1999 : Janbé Lizyè
- 2000 : Retrospektiv

## Ouvrages et articles
- 2004 : Les Jours innocents, Case-Pilote (Martinique), Éditions Lafontaine, 181 p.  (ISBN 2-912006-63-5).
- 2017 : « Le bèlè, fondement d’identité et d’unité culturelle », Les cahiers du patrimoine « Aux sources de la musique martiniquaise », no 30,‎ 2017, p. 44-50.
- 2020 : Ombres et lumières de la pensée moderne : vérité et illusion du Gai Savoir. Préambule au texte de Friedrich Nietzsche, Fort-de-France, Idem éditions Campus, 553 p.  (ISBN 978-2-36430-049-1).
- 2022 : Limen Limiè (Faire la lumière), Editions idem, 320 p., Poche (EAN 9782364300583).